# ELT Group
ELT Group (fino al 2023 Elettronica Group), legalmente Elettronica S.p.A., è una azienda italiana che opera nel settore della difesa, in particolare nei sistemi di guerra elettronica. 

## Storia
La storia dell'azienda ebbe inizio nel 1951, quando Filippo Fratalocchi, rilevando dall'Ingegner Del Vasto una piccola azienda elettrotecnica, ha fondato la Elettronica s.r.l. con sede a Roma.
Sin dalla sua costituzione l'azienda ha avviato collaborazioni a Roma con Contraves Italiana (oggi Rheinmetall), società dedicata alla produzione di missili a breve raggio per i paesi NATO, iniziando negli anni sessanta lo sviluppo di sistemi radar ed elettronici, e a Torino con la Sielte, che operava nel settore delle reti di telecomunicazione e di trasmissione dati. 
Nel 1955 la sede venne trasferita sulla Via Tiburtina, poco distante dall'attuale sede, acquisendo diversi contratti.
L'azienda dopo avere incentrato inizialmente la sua produzione sulla meccanica di precisione e la carpenteria metallica, si è poi specializzata nei sistemi per la guerra elettronica (EW), nel campo delle misure di supporto (ESM) e contromisure elettroniche (ECM) e nei sistemi di jamming, collaborando con le Forze Armate Italiane, per la fornitura di sonar alla Marina Militare, sistemi di identificazione IFF all'Aeronautica Militare e per la fornitura di alcune apparecchiature di bordo per i caccia F-104 e G-91.
L'azienda ha ricevuto inoltre delle commesse da parte dalle Forze Armate di Germania Ovest, Francia, Paesi Bassi e Sudafrica per alcuni dei sistemi sviluppati per il Ministero della difesa italiano, affermandosi sin dalla fine degli anni sessanta come una delle industrie leader europee nel settore della difesa.
Il 24 giugno 1972 venne inaugurato il nuovo stabilimento, sempre sulla via Tiburtina dove ancora oggi ha sede l'azienda.

## NETTUNO-4100

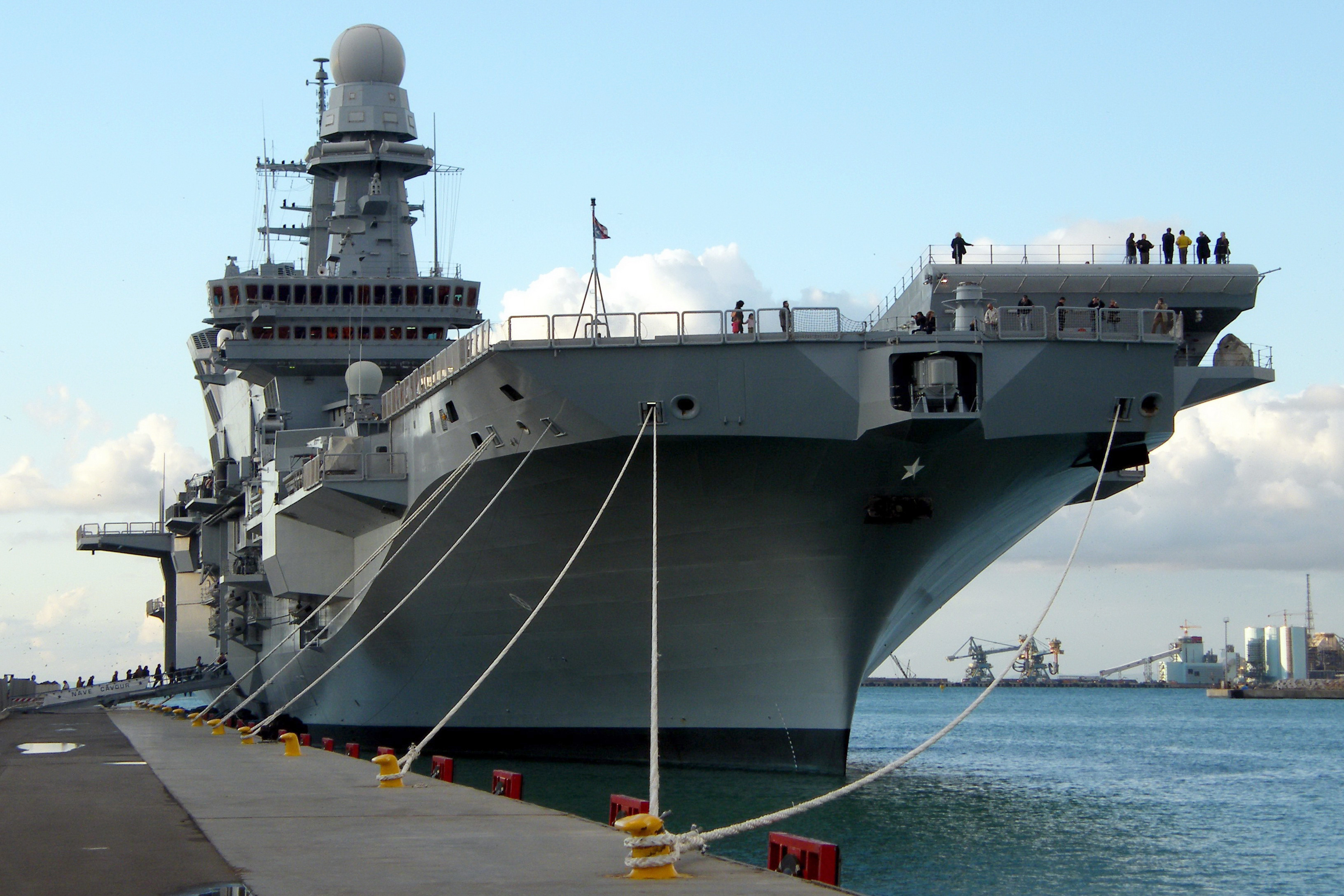
La portaerei Cavour è una delle unità equipaggiate con il sistema Nettuno

Elettronica SpA collabora con la Marina Militare per lo sviluppo dei sistemi elettronici imbarcati sulle unità navali della flotta della Marina Militare con sistemi EW che si basano su un ampio uso delle ultime tecnologie nel campo delle antenne AESA con il suo sottosistema ECM/ESM attivo NETTUNO-4100, che opera nel jamming e nell'inganno delle minacce in arrivo, e fa parte dell'equipaggiamento della portaerei Cavour, delle unità della classe Orizzonte e delle fregate multiruolo FREMM della Marina Militare Italiana e delle fregate Horizon della Marine nationale francese.
Per la nuova portaelicotteri d'assalto anfibio Trieste e per i nuovi Pattugliatori Polivalenti d'Altura è in corso lo sviluppo del sistema EWS "Zeus", dotato di un sottosistema di attacco elettronico estremamente potente basato su moduli GaN TRX a stato solido. La componente elettronica di scoperta (EW) è integrata con un sistema RESM (Intercettatore di emissioni Radar), un sistema RECM (Ingannatori radar) e un sistema CESM (Intercettatore di comunicazioni radio) efficaci sia in alto mare che in acque costiere, con avanzate capacità di sorveglianza marittima e di valutazione della situazione tramite ELINT e COMINT.

## Altre produzioni
L'azienda partecipa allo sviluppo della suite di guerra elettronica del caccia multiruolo Eurofighter Typhoon, dell'elicottero AgustaWestland AW101 nella versione CSAR (combat search and rescue), degli aerei da trasporto tattico C-130J e C-27J e dell'aereo da pattugliamento marittimo ATR 72. 
La suite di guerra elettronica dell'Eurofighter Typhoon è stata progettata da ELT in stretta collaborazione con il partner del consorzio EuroDASS. Il sistema, denominato "Praetorian", in continua evoluzione, ha raggiunto la terza fase del suo sviluppo e sta subendo un importante programma di potenziamento denominato DASS (Defense Aids Sub–System) per assicurare la protezione contro la minacce radar di nuova generazione, con la componente ESM che costituisce anche parte del sistema di autoprotezione del velivolo con capacità di fare da Radar Warning Receiver e Missile Warning System, mentre il sistema è dotato anche di Laser Warning System. ll DASS comprende inoltre lanciatori di chaff e flare.
La suite EW dell'elicottero AgustaWestland AW101 nella versione CSAR (combat search and rescue), destinata ad eseguire missioni in un ambiente operativo caratterizzato dalla presenza di diverse minacce è stata concepita per supportare qualsiasi tipo di operazioni correlate alle attività di ricerca e soccorso svolte in tempo di guerra o all'interno o in prossimità di zone di combattimento, come il recupero di equipaggi abbattuti, l'infiltrazione e l'esfiltrazione di squadre speciali ed operazioni umanitarie in scenari di tipo bellico. La suite di guerra elettronica, composta dal sistema RWR\ESM\ECM denominato "Virgilius" e DIRCM (contromisure direzionali agli infrarossi), denominato ELT\572, è in grado di rilevare, identificare e valutare la presenza di qualsiasi tipo di minaccia e fornire le contromisure specifiche per proteggere la piattaforma e consentire il compimento della missione, sia che la minaccia provenga da un sistema d'arma a guida radar, sia da un missile a guida a infrarossi.
Per il C-130J Super Hercules e per il C-27J Spartan l'Aeronautica Militare italiana ha scelto il sistema DIRCM denominato ELT\572,  per proteggere i velivoli dai missili MANPADS guidati da emissioni infrarosse. Il sistema ELT\572 è in grado di tracciare il missile, e una volta rilevato, dirigere un'emissione laser disturbante verso la testa del missile che viene abbagliata e deviato nel suo percorso. Il sistema ELT\572 è integrato nella piattaforma fornendo informazioni sullo stato e sull'attività all'abitacolo del pilota con la rapidità e l'efficienza richieste.
La suite EW dell'aereo da pattugliamento marittimo ATR 72 ha il compito di assicurare sia la protezione del velivolo, sia la sorveglianza dell'area marittima. Il sistema, denominato ELT-800, ed è costituito da una notevole capacità ELINT e cooperando con il sottosistema DASS dell'aeromobile fornisce il rilevamento di minacce e le informazioni relative all'attività di sorveglianza, inclusa l'identificazione e la localizzazione del emissioni.